# Dreileiter-Gleissystem

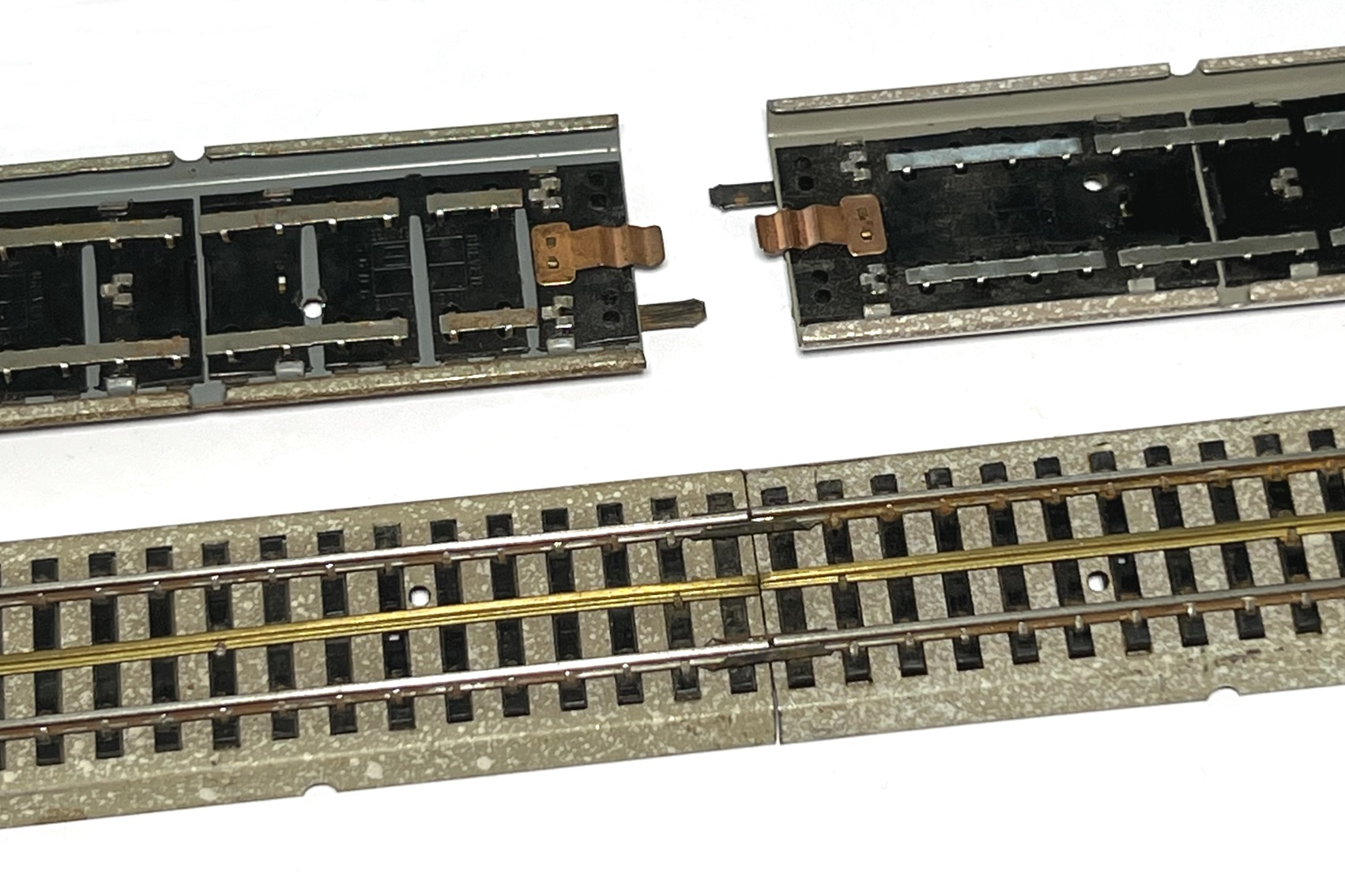
Modellgleis von VB mit Mittelleiter, und gegeneinander isolierten Außenschienen

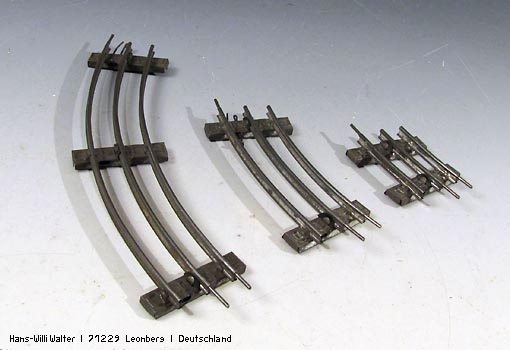
Tinplate-Gleise mit Mittelleiter, aber nicht gegeneinander isolierten Außenschienen

Das Dreischienen-Dreileiter-Gleissystem ist eine Bauweise von Gleisen für elektrische Modelleisenbahnen bei dem alle drei Schienen elektrisch gegeneinander isoliert sind.

## Beschreibung
Da alle drei Schienen elektrisch gegeneinander isoliert sind wird es umgangssprachlich auch als echtes Dreischienen-Dreileiter-Gleissystem bezeichnet.
Eine dritte Schiene in Mittellage wurde bereits bei den ersten elektrischen Modelleisenbahnen in der Spur 0 und Spur 1 sowie bei der Tischbahn von Bing in der halben Größe der Spur 0 verwendet. Hier waren aber weder die Außenschienen noch die Räder gegeneinander isoliert. Bei diesen Gleissystemen handelte es sich noch um Dreischienen-Zweileiter-Gleise.

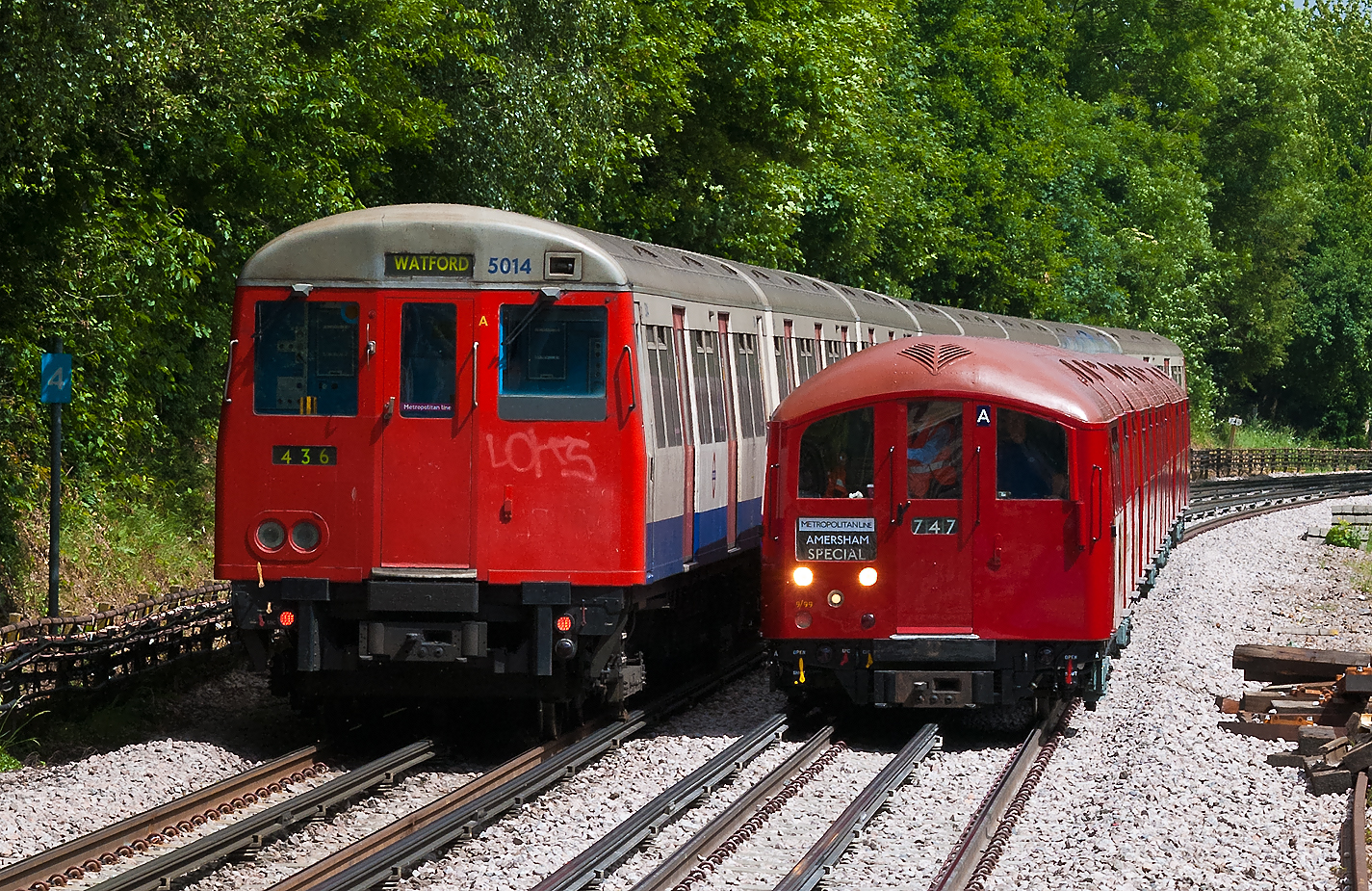
Auch beim Vorbild gab und gibt es mittige Stromschienen, hier bei der London Underground

In Deutschland wurde dies von wenigen Modelleisenbahnern ab Mitte der 1950er-Jahre als zu wenig vorbildgetreu kritisiert. Tatsächlich gibt es jedoch in Großbritannien, insbesondere im Bereich der Londoner Metro, Gleisanlagen mit dritter Schiene in Mittellage und sogar mit einer vierten Schiene in Seitenlage für die Stromversorgung. Außerdem verwenden einige, insbesondere französische, Straßenbahnen abschnittsweise das APS-System mit Stromzuführung in Gleismitte.
Auch beim Vorbild gab und gibt es elektrisch leitende Schienen in Mittellage. Bekannte Beispiele sind die erste elektrische Siemens-Lok von 1879 und die London Underground.

## Geschichte der Trix Express Gleissysteme

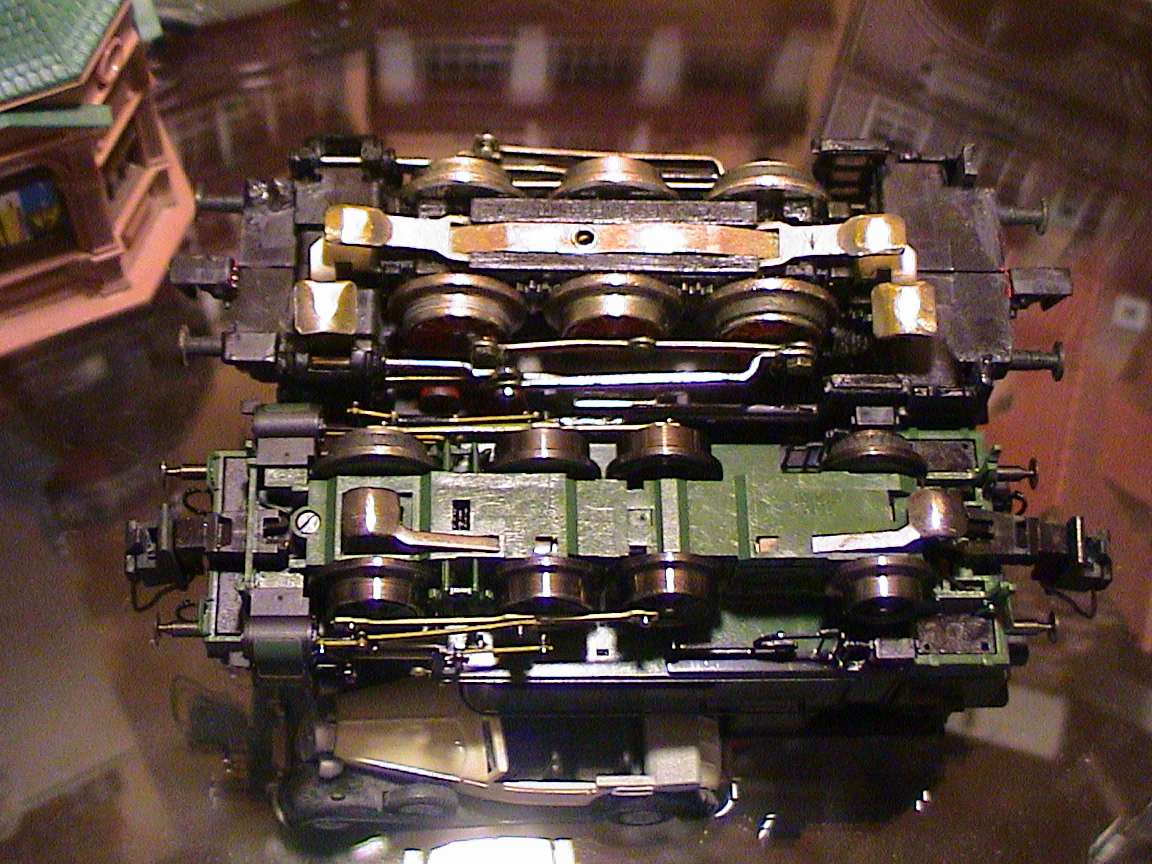
Stromabnahme über Schleifer bei älteren Loks (oben, sowohl Fahrschiene, wie auch Mittelleiter) und neueren Loks (unten, nur vom Mittelleiter)

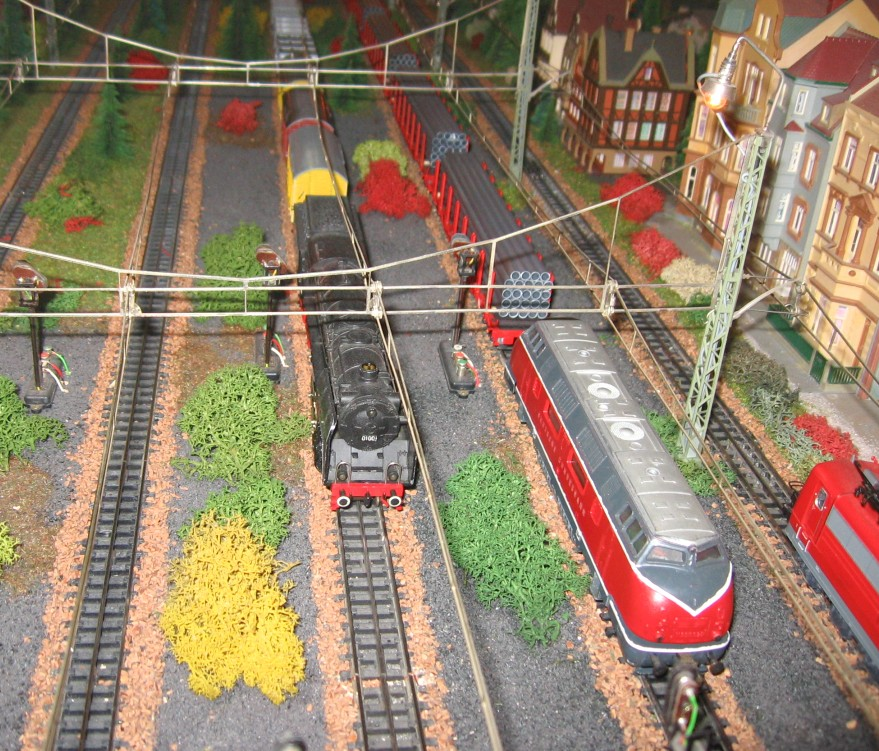
Moderne Trix Express-Anlage mit Gleisen aus Neusilber, links eine BR 01, rechts eine BR V 200 mit schwenkbarer Pufferbohle

Der durch den Modelleisenbahn-Hersteller Trix ab den 1950er-Jahren beworbener Systemvorteil gegenüber den Konkurrenten mit dem Slogan „mit Trix immer ein Zug mehr“ basierte auf dessen Dreischienen-Dreileiter-Gleissystem das einen unabhängiger Zweizugbetrieb ermöglicht.

### Ursprüngliches Gleissystem mit Bakelit-Böschung 1935
Das 1935 eingeführte Dreischienen-Dreileiter-Gleissystem von Trix Express besitzt drei elektrisch gegeneinander isolierte Schienen auf einem Bakelit-Gleiskörper und baut konstruktiv auf dem Spur 00 Gleissystem der Bing-Tischbahn das einen Blech-Gleiskörper hat auf. Beide Gleissysteme besitzen eine Böschung und eine Modellspurweite von 16,0 mm, entsprechend der Hälfte der Spur 0. 
Durch die drei elektrisch gegeneinander isolierte Schienen war es möglich, auf einem Gleis zwei Züge unabhängig voneinander ohne besondere Schaltungen fahren zu lassen (Zweizugbetrieb). Dabei floss der Strom von der Mittelschiene zur rechten Fahrschiene beziehungsweise beim zweiten Zug von der Mittelschiene zur linken Fahrschiene. 
Die Mittelschiene wurde als Masse verwendet, die beiden Außenschienen wurden getrennt mit eigenen Fahrspannungen versorgt. Eine weitere Voraussetzung ist die Verwendung von Achsen, bei denen die Räder ebenfalls gegeneinander isoliert sind. Die Lokomotiven nahmen den Fahrstrom über Schienenschleifer entweder von der linken oder rechten Außenschiene auf. 
Wurde zusätzlich eine elektrisch funktionsfähige Oberleitung verwendet, konnte sogar ein dritter Zug unabhängig fahren – der Dreizugbetrieb war erreicht. Dies war ab 1951 möglich, als Trix Express die erste Modell-Elektrolokomotive mit funktionsfähigen Stromabnehmern herausbrachte. Hier wurde die Fahrspannung über die Oberleitung eingespeist und über die gemeinsame Mittelschiene als Masse zurückgeführt.
Ab dem Jahr 1952 wurden die Gleise anstatt als Spur 00 Gleis neu als Spur H0 Gleis bezeichnet.
Trix Express Bakelit-Böschung Gleisgeometrie
Die Gleisgeometrie basiert auf einem gebogenen Gleisstück mit einem Radius von 342 mm und einem Winkel von 30 Grad (Katalognummer 20/4) sowie einem geraden Gleissstück von 183 mm Länge (Katalognummer 20/1). Es gibt keinen Parallelkreis.
Trix Twin Railway Bakelit-Böschung Gleisgeometrie zum Vergleich
Die Gleisgeometrie basiert auf einem gebogenen Gleisstück mit einem Radius von 342 mm und einem Winkel von 30 Grad (Katalognummer 410/1) sowie einem geraden Gleissstück von 182,5 mm Länge (420/1). Es gibt keinen Parallelkreis.

### Gleissystem mit Papp-Schwellenband 1953
Im Jahr 1953 führte Trix Express ein neues Gleissortiment ein. Die drei Schienen bestanden weiterhin aus einem Blechhohlprofil, das Schwellenband wurde nun aus Pappe ausgestanzt. Die Modellspurweite war nun 16,5 mm.
Trix Express Papp-Schwellenband Gleisgeometrie
Die Gleisgeometrie basiert auf einem gebogenen Gleisstücken mit einem Radius von 342,5 mm (R 1, Katalognummer 704) und einem Radius von 401,7 mm (R 2, Katalognummer 724), beide mit einem Winkel von 30 Grad sowie einem geraden Gleissstück von 183,5 mm Länge (1/1, Katalognummer 701). Der Parallelkreisabstand beträgt 59,2 mm.

### Gleissystem mit Kunststoff-Schwellenband 1964
Ab 1964 wurden ein „Modell-Dreischienen-Dreileiter-Gleissystem“ mit korrosionsbeständigen Vollprofil-Schienen aus Neusilber auf Kunststoffschwellen produziert.
Trix Express Kunststoff-Schwellenband Gleisgeometrie
Die Gleisgeometrie basiert auf einem gebogenen Gleisstücken mit einem Radius von 342,5 mm (R 1, Katalognummer 4704) und einem Radius von 401,7 mm (R 2, Katalognummer 4724), beide mit einem Winkel von 30 Grad sowie einem geraden Gleissstück von 183,5 mm Länge (1/1, Katalognummer 1401). Der Parallelkreisabstand beträgt 59,2 mm.

### Historische Bedeutung
Beim seinerzeit größten Konkurrenten Märklin bestand der Gleiskörper aus Blech, die beiden Fahrschienen waren darüber elektrisch miteinander verbunden. Deshalb konnte ohne zusätzliche elektronische Schaltung dort nur ein Zug über dieses Gleissystem und ein zweiter Zug mit zusätzlicher Oberleitung fahren. Auch bei anderen, aber nicht allen, elektrischen Modelleisenbahnen aus dieser Zeit, die eine isolierte Mittelschiene oder Mittelleiter hatten, der über Schleifer berührt wurde (z. B. der Firma Bing), waren die Fahrschienen elektrisch leitend miteinander verbundene.
Die historische Bedeutung des Zwei- oder Dreizugbetriebs beim Trix Express Gleissystem besteht darin, dass in den 1930er- und 1950er-Jahren noch keine elektronischen Schaltungen oder gar Mehrfrequenzsteuerungen verfügbar waren. Mit dem Zwei- oder Dreizugbetrieb war es nun möglich, mit einer zweiten Lok auf einem bereits von einer anderen Lok besetzten Gleis zu fahren, um dort zum Beispiel einen Kurswagen abzuholen. Der Einsatz von Dioden die beim Halbwellenbetrieb bei mit Wechselstrom betriebenen Modelleisenbahnen wie dies bei Märklin der Fall war einen Zweizugbetrieb, oder zusammen mit einer Oberleitung einen Vierzugbetrieb, ermöglicht hätten waren wenig bekannt. Relais waren noch sehr teuer und für Modellbahnfreunde kaum erschwinglich.
Ein Nachteil dabei ist, dass Loks ohne Stromzuführung über Oberleitung bei einer Änderung der Ausrichtung auf einem anderen Stromkreis fahren. Bei älteren Modellen wäre ein Tauschen der beiden Außenschleifer gegeneinander nötig, damit sie beim Umdrehen weiter denselben Stromkreis nutzen könnten, bei neueren Modellen mit Stromaufnahme von den Fahrschienen über die Räder ein Umschalten auf der Unterseite per Hand. Im Fahrbetrieb ohne manuelles Eingreifen würde bei der Nutzung von Drehscheiben (die für Trix Express aber nicht originär produziert wurden) oder Wendeschleifen der Vorteil des Mehrzugbetriebs auf den entsprechenden Gleisabschnitten verloren gehen, weil die Lok den Stromkreis wechselt oder auf beiden Fahrschienen derselbe Stromkreis geschaltet wäre. Dies kann aber durch eine sinnvolle Planung der Einspeisungsabschnitte und der Stromabnehmerausrichtungen berücksichtigt werden. So sollten bei Lokomotiven für den Streckeneinsatz die Außenschleifer auf der rechten Seite angeordnet werden, bei Rangierlokomotiven hingegen auf der linken Seite. In Bahnbetriebswerken mit Drehscheiben wäre eine eigene Stromversorgung mit Verzicht auf den Mehrzugbetrieb möglich.
Mit der Übernahme der Firma Trix durch den langjährigen Mitbewerber Märklin im Jahr 1997 zeichnete sich der Produktionsstopp für das Dreischienen-Dreileiter-Gleissystem von Trix Express ab. Während der Produktname „Trix H0“ noch für das Zweischienen-Gleichstrom-Sortiment von Märklin verwendet wird, wird Zubehör für das Trix-Express-Programm, insbesondere das Dreischienen-Dreileiter-Gleissystem, seit 2003 nicht mehr produziert. 
Einige kleine Hersteller wie Mehano, Naumburg & Partner und andere bieten noch einzelne Fahrzeuge, Gleise und Signale für das Trix-Express-System an.
Trix Express-Modellbahnen werden aber trotz der Produktionseinstellung durch das Unternehmen Märklin weiterhin von Modellbahnfreunden aktiv betrieben und auch wieder zunehmend auf Modellbahnausstellungen und anderen Veranstaltungen öffentlich vorgestellt. Dabei ist die lange geäußerte Kritik am „nicht vorbildgerechten“ Mittelleiter umgeschlagen in die Begeisterung für ein historisches Modellbahnsystem, das besonders mit zeittypischen Zubehör der 1930er- und 1950er-Jahre zur Geltung kommt. Besonders verbreitet sind die Freunde dieses Systems in Deutschland, in den Niederlanden und in Großbritannien.

## Weitere Dreischienen-Dreileiter-Gleissystemen
Neben Trix Express in Westdeutschland gab es auch weitere Hersteller von Dreischienen-Dreileiter-Gleissystemen in Ostdeutschland, nämlich Pico Express (die dann unter dem Namen Piko auf Zweischienen-Zweileiter-Gleissystem umgestellt haben) und Primus von der Firma L. Herr KG. Weiterhin gab es noch ERGA-Dreischienen-Dreileiter-Gleissystemen von Ernst Ganzer, die ebenfalls über die Firma L. Herr KG vertrieben wurden. Außerdem hat die Firma Hruska, die in den Volkseigenen Betrieb Modellbahnzubehör Glashütte und später in VEB Prefo überging, sowohl Gleise als auch rollendes Material produziert.
In Frankreich wurde von 1945 bis 1962 ein Gleissystem für die Spur H0 von der Firma Vollon & Brun, kurz VB, in Paris vertrieben. Auf dessen Grundlage stellte Märklin das sogenannte Modellgleis von 1953 bis 1957 her, wobei jedoch beim Gleissystem von Vollon & Brun die beiden Außenschienen auch bei den Weichen elektrisch voneinander getrennt sind, so dass dies ein Dreischienen-Dreileiter-Gleissystemen darstellt.
Für die Spur 0 hatte die Berliner Firma Zeuke ab 1946 ebenfalls ein Dreischienen-Dreileiter-Gleissystem produziert. Hier wurden die gegeneinander isolierten Außenschienen dazu genutzt, den Fahrtrichtungswechsel der Lokomotiven zu steuern. Die beiden Außenschienen wirkten je nach Richtungsvorgabe wechselnd auf zwei Feldwicklungen des Allstrommotors. Die Nürnberger Firma Distler hat in den 1950er Jahren ebenfalls ein echtes Dreischienen-Dreileiter-Gleissystem in der Spur 0 für die hauseigene Drehstrombahn angeboten.